# Anjli Mohindra
Anjli Mohindra   (West Bridgford, 20 de febrer de 1990) és una actriu britànica coneguda pels les seves interpretacions de televisió a The Sarah Jane Adventures com a Raní Chandra, com Nadia en la sèrie BBC One Bodyguard, i com Josie Chancellor en la sèrie d'ITV Dark Heart. El 2018, va interpretar a Tara Lohia enfront de Simon Callow en la història original del fantasma The Dead Room escrita per Mark Gatiss. El 2021, va interpretar la Tinent Cirurgià Tiffany Docherty en el drama de la BBC One Vigil.

## Biografia
Va créixer en West Bridgford, Nottinghamshire. La seva família és hindú originària de Panjab, l'Índia. Va assistir a l'Escola Primària Jesse Gray i a l'Escola Oest de Bridgford. Posteriorment es va incorporar al Nottingham Central Junior Television Workshop. Es va capacitar per a actuar en els Carlton Workshops.
En una entrevista de 2018 sobre el seu estil personal, Mohindra va dir que havia estat tomboy mentre creixia, a vegades usant la roba de mà del seu germà.
Va interpretar a Raní Chandra en Les aventures de Sarah Jane a la CBBC, on el seu personatge és uns anys més jove que ella. Va interpretar un petit paper en un episodi de la sèrie de televisió adolescent Els Inbetweeners, i apareix breument com a Sophie Martin en l'episodi dotze de Law&Order: UK.
ITV drama Wild Bill compta amb Mohindra com un líder regular, enfront de Rob Lowe.
Va interpretar a la Reina Skithra en la 12a sèrie de Doctor Who, transmesa el 2020.
Al maig de 2020, va escriure People Under the Moon, un curt set de pel·lícules durant la pandèmia de COVID-19 protagonitzat per Gwilym Lee com a metge que s'uneix a una aplicació de cites en el vespre del tancament.
Va interpretar el paper del Tinent Cirurgià Tiffany Docherty en el drama de 2021 de la BBC One Vigil amb 10,2 milions d'espectadors aquell any.

## Filmografia

### Pel·lícules
| Any  | Títol                    | Interpretació | Notes |
| ---- | ------------------------ | ------------- | ----- |
| 2015 | Miss You Already         | Kira          |       |
| 2017 | The Boy With The Topknot | Bindi         |       |
| 2021 | Munich – The Edge of War | Joan          |       |

### Televisió
| Any             | Títol                        | Interpretació                       | Notes                                                |
| --------------- | ---------------------------- | ----------------------------------- | ---------------------------------------------------- |
| 2005–2006       | Coronation Street            | Shareen                             | 2 episodis                                           |
| 2006            | Doctors                      | Gemma Fox                           | Series 7; Episodi 125                                |
| 2008–2011       | The Sarah Jane Adventures    | Rani Chandra                        | Series 2–5; 41 episodis                              |
| 2008            | The Inbetweeners             | amiga de Charlotte                  | 1 episode; "Will Gets a Girlfriend"                  |
| 2009            | Law and Order UK             | Sophie Martin                       | 1 episodi; "Love and Loss"                           |
| 2010            | Holby City                   | Mindy Kapoor                        | 1 episodi; "The Butterfly Effect: Part Two"          |
| 2010            | Sarah Jane's Alien Files     | Rani Chandra                        | 1 episodi                                            |
| 2011            | Beaver Falls                 | Saima                               | Series 1; Episodi 1 i 4                              |
| 2012            | Casualty                     | Meera Hussein                       | Series 26; Episodi 36: "Teenage Dreams"              |
| 2012            | The Black Scholes Conspiracy | Dee                                 |                                                      |
| 2013            | Coming Up                    | Roxy                                | Series 11, Episodi 4: "Doughnuts"                    |
| 2014–2015       | My Jihad                     | Fahmida                             | 4 episodis                                           |
| 2014            | The Missing                  | Amara Suri                          | Series 1                                             |
| 2015            | Cucumber                     | Veronica Chandra                    |                                                      |
| 2015            | Cuffs                        | Nasreen Iqbal                       | Episodi 8                                            |
| 2016            | Paranoid                     | PC Megan Waters                     | Main role; 1 series                                  |
| 2016–2018       | Dark Heart                   | DC Josie Chancellor                 | Main role; 6 episodes                                |
| 2017            | Revolting                    | Zaynab                              | 1 episodi                                            |
| 2017            | Bancroft                     | Zaheera Kamara                      | actriu principal; series 1                           |
| 2018            | Midsomer Murders             | Faiza Jindal                        | Series 20, Episodi 1 "The Ghost of Causton Abbey"    |
| 2018            | Bodyguard                    | Nadia Ali                           | 4 episodis                                           |
| 2018            | Legends of Tomorrow          | Charlie                             | Episodi: "Dancing Queen"                             |
| 2018            | The Dead Room                | Tara Lohia                          | 1 episodi                                            |
| 2019            | Wild Bill                    | DCC Lydia Price                     | actriu principal                                     |
| 2020            | Doctor Who                   | Queen Skithra                       | Series 12; Episodi: "Nikola Tesla's Night of Terror" |
| 2020            | Daleks!                      | Reina Mechanoid                     | Nomes veu                                            |
| 2021–actualitat | Vigil                        | Surgeon Lieutenant Tiffany Docherty |                                                      |
| 2022            | Extinction                   | Archie                              | Filming                                              |